# Boutencourt
Pour les articles ayant des titres homophones, voir Bouttencourt et Boutancourt.
Boutencourt est une commune française située dans le département de l'Oise, en région Hauts-de-France.

## Géographie

### Description
Boutencourt est un village rural situé au nord-ouest du Pays de Thelle, dans l'Oise, à 7 km au nord-est de Gisors, à 20 km au sud-ouest de Beauvais, à 61 km au nord-ouest de Paris et à 56 km à l'est de Rouen.
L'est du territoire communal est traversé poar l'ancienne route nationale 181 (actuelle RD 981), qui semble avoir été une Chaussée Brunehaut.

Paysages du village
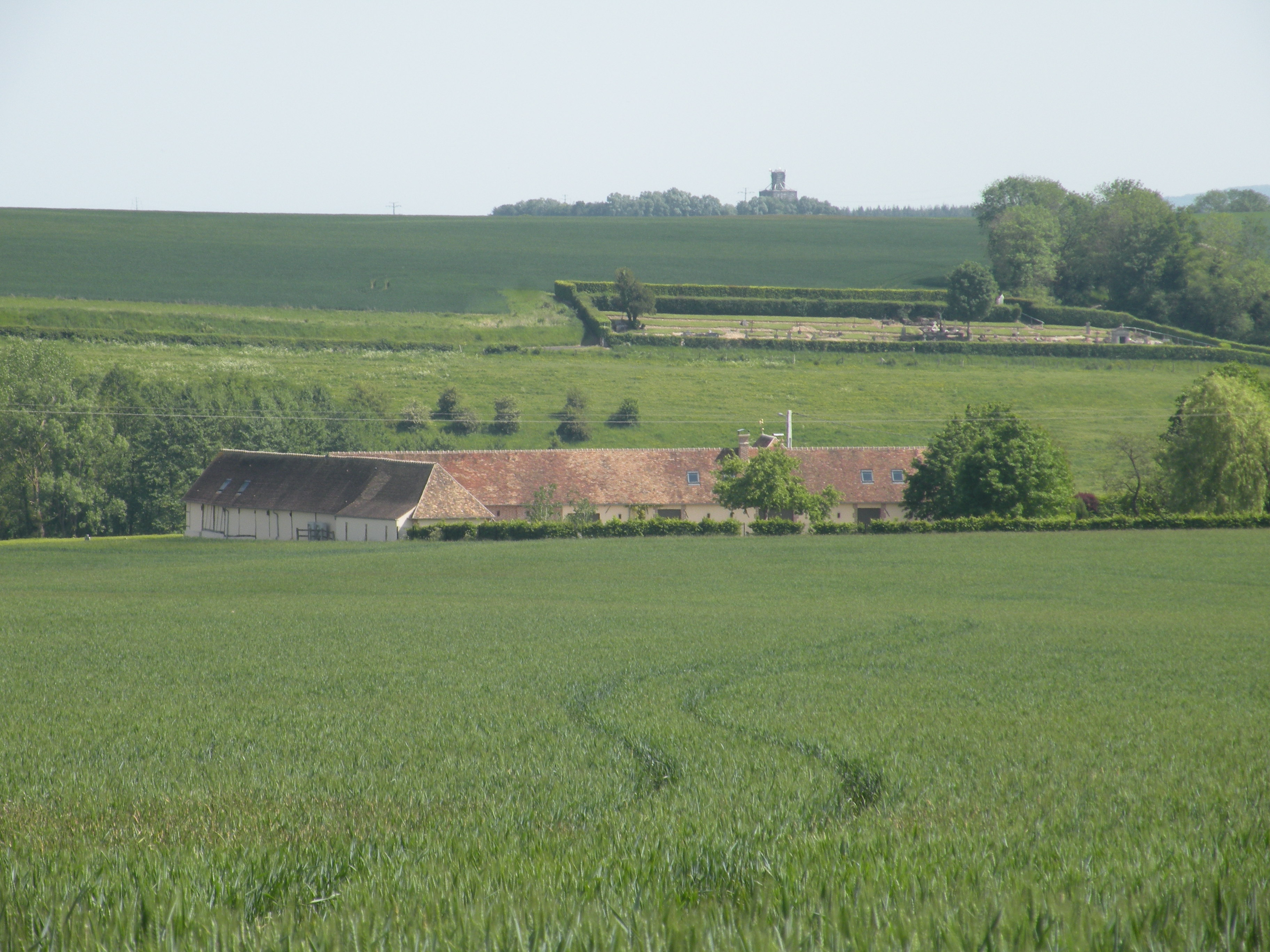
Une ferme et le cimetière
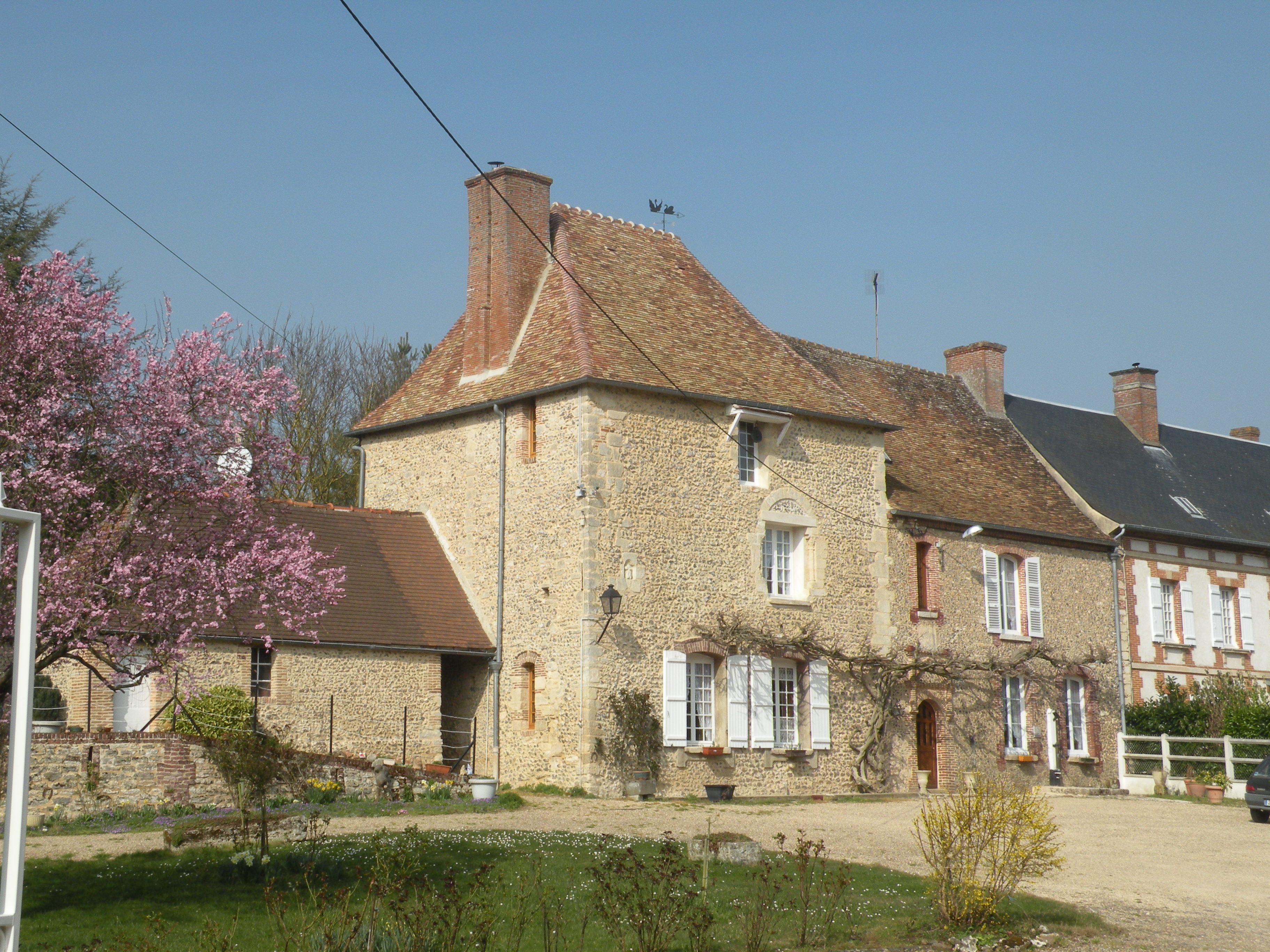
Une belle demeure
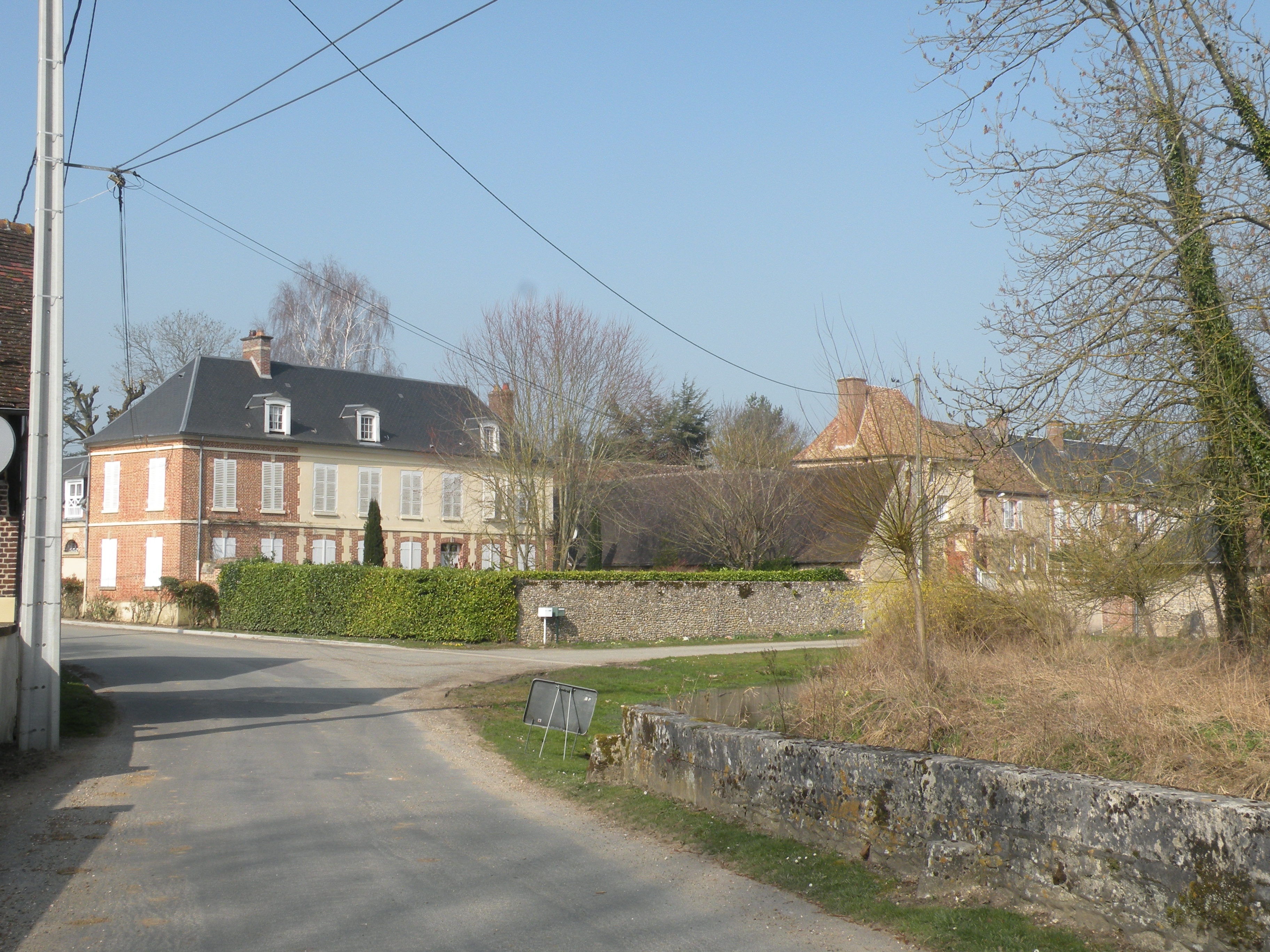
Autre demeure

### Communes limitrophes
| Flavacourt      | Le Vaumain  | Labosse      |
|                 | Boutencourt | Thibivillers |
| Énencourt-Léage | Jaméricourt |              |

### Hydrographie
La commune est située dans le bassin Seine-Normandie. Elle est drainée par l'Aunette,.

L'Aunette à Boutencourt
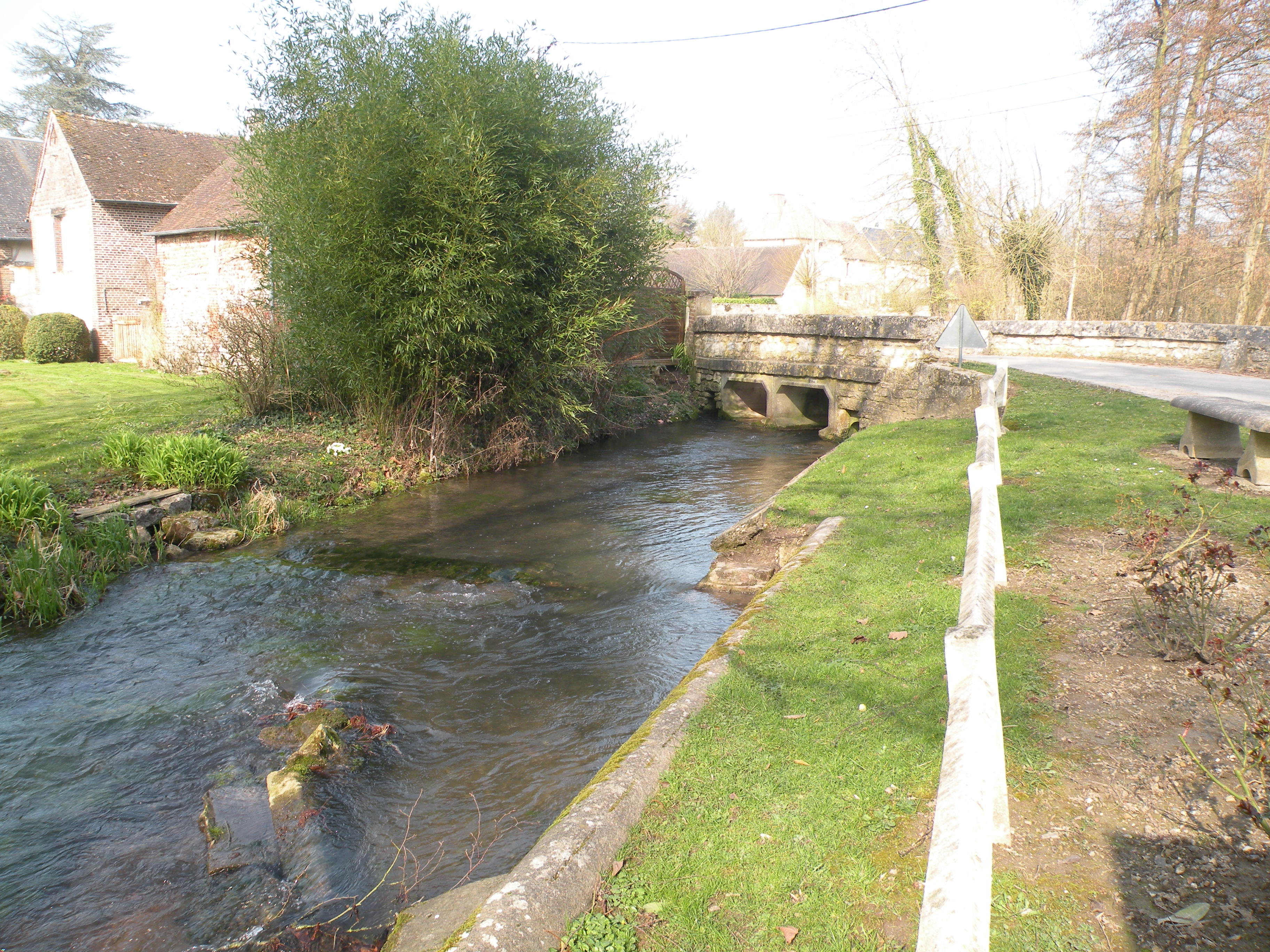
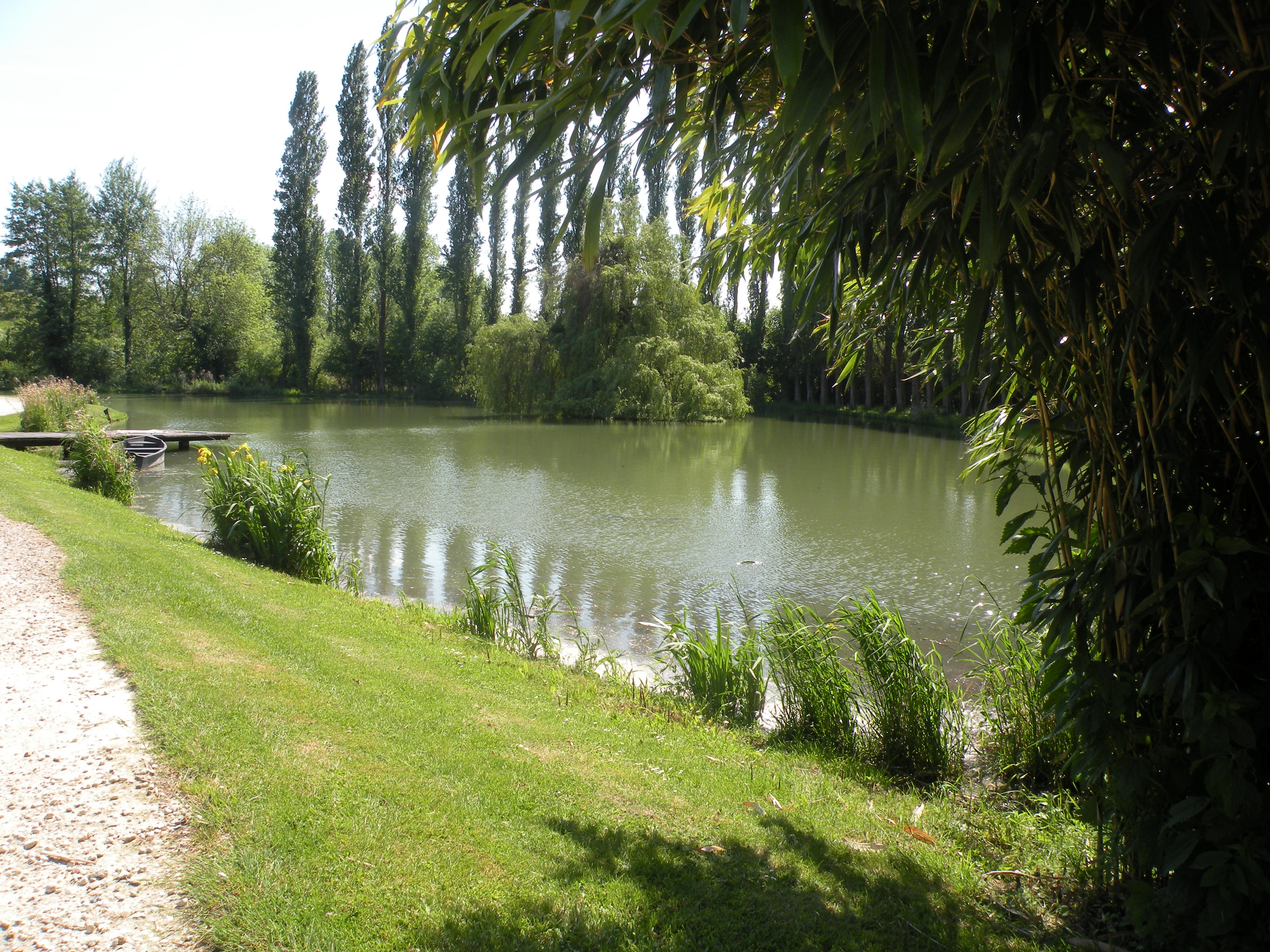
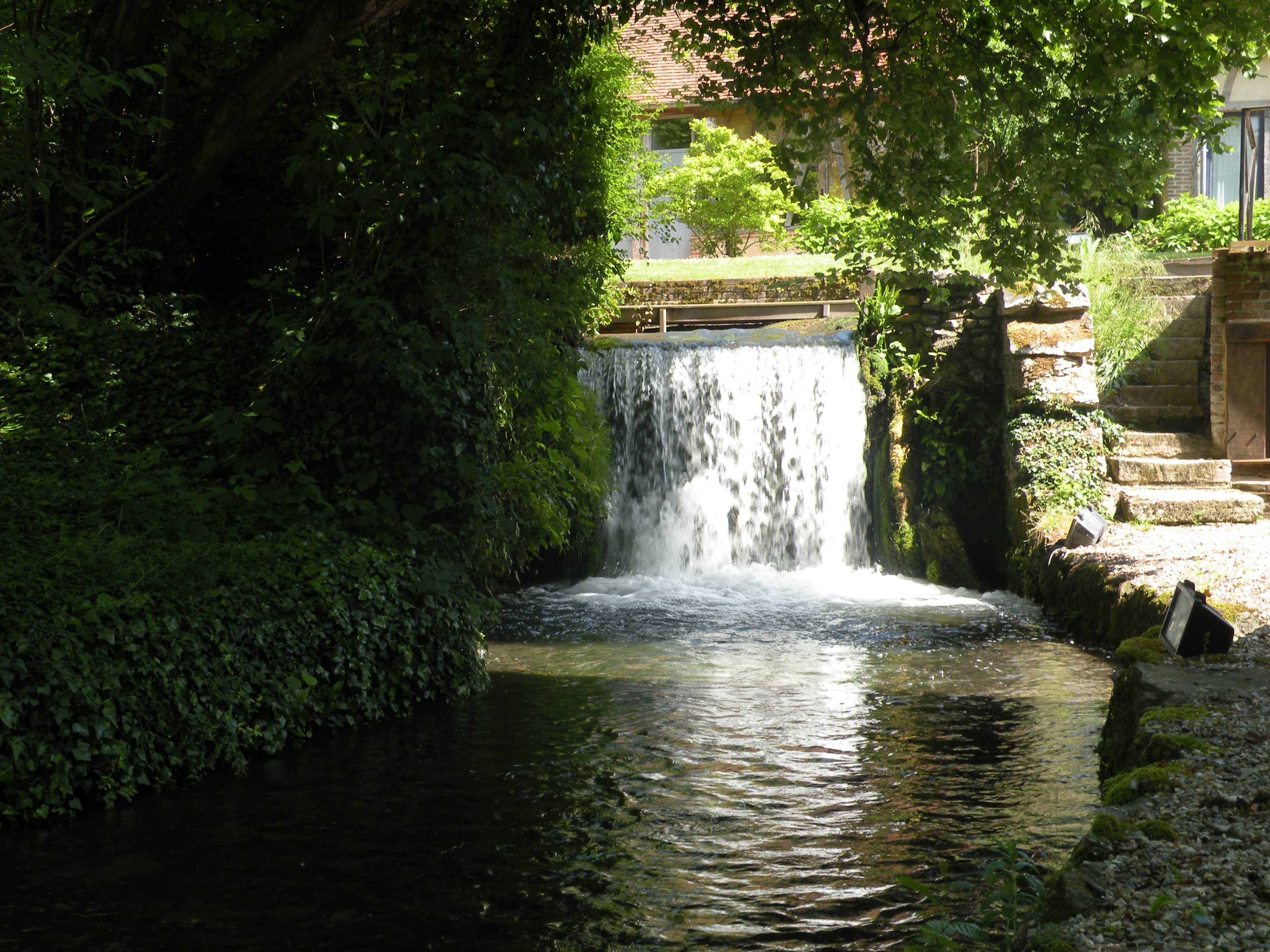
La chute du moulin de la Forge

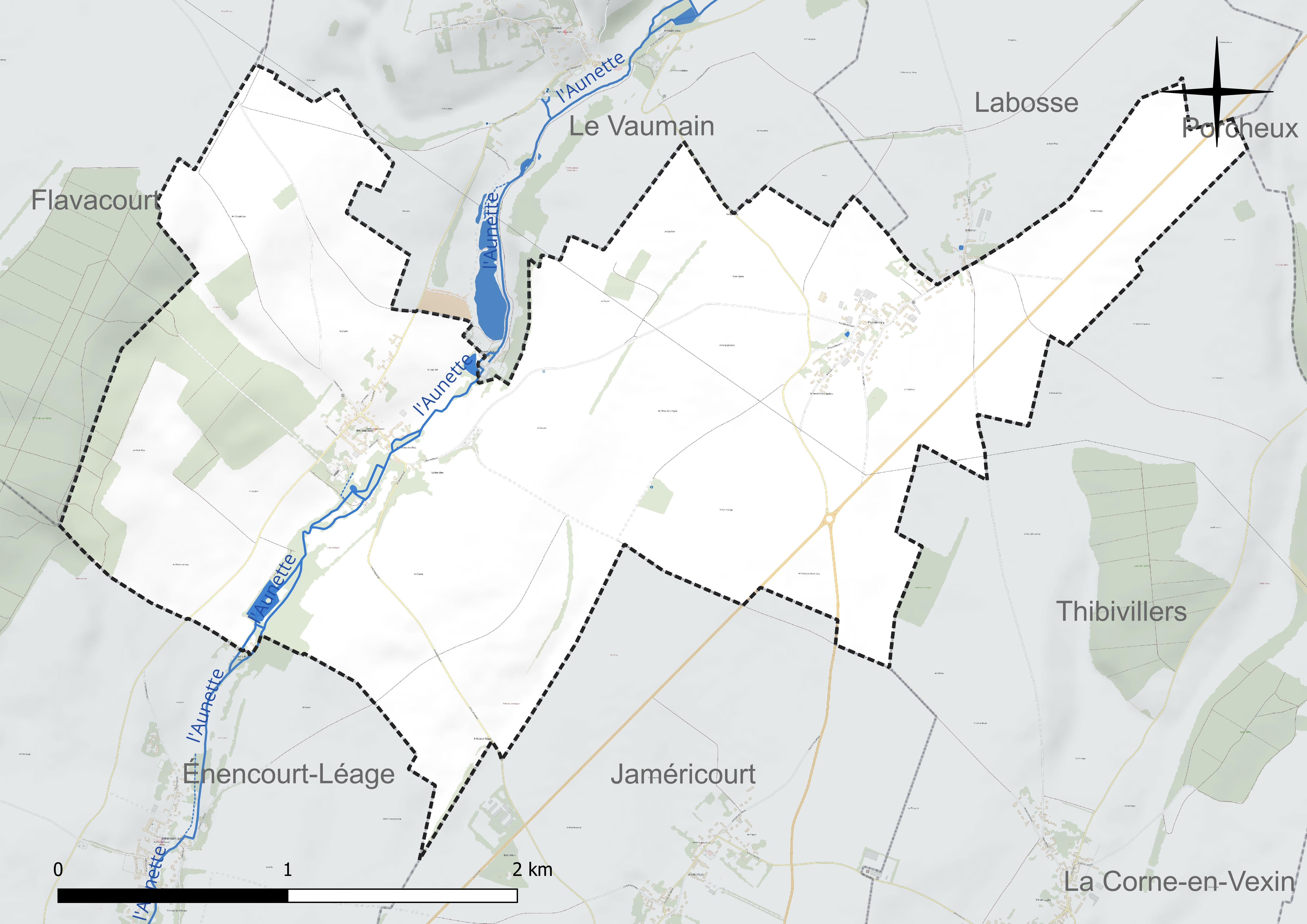
Réseau hydrographique de Boutencourt.

### Climat
Pour des articles plus généraux, voir Climat des Hauts-de-France et Climat de l'Oise.
En 2010, le climat de la commune est de type climat océanique dégradé des plaines du Centre et du Nord, selon une étude du CNRS s'appuyant sur une série de données couvrant la période 1971-2000. En 2020, Météo-France publie une typologie des climats de la France métropolitaine dans laquelle la commune est exposée à un climat océanique et est dans la région climatique  Sud-ouest du bassin Parisien, caractérisée par une faible pluviométrie, notamment au printemps (120 à 150 mm) et un hiver froid (3,5 °C). 
Pour la période 1971-2000, la température annuelle moyenne est de 10,4 °C, avec une amplitude thermique annuelle de 14,4 °C. Le cumul annuel moyen de précipitations est de 758 mm, avec 11,6 jours de précipitations en janvier et 8,2 jours en juillet. Pour la période 1991-2020, la température moyenne annuelle observée sur la station météorologique la plus proche, située sur la commune de Jaméricourt à 2 km à vol d'oiseau, est de 11,0 °C et le cumul annuel moyen de précipitations est de 695,7 mm,. Pour l'avenir, les paramètres climatiques de la commune estimés pour 2050 selon différents scénarios d'émission de gaz à effet de serre sont consultables sur un site dédié publié par Météo-France en novembre 2022.
| Mois                                  | jan.           | fév.            | mars          | avril         | mai           | juin            | jui.           | août           | sep.          | oct.          | nov.            | déc.             | année      |
| ------------------------------------- | -------------- | --------------- | ------------- | ------------- | ------------- | --------------- | -------------- | -------------- | ------------- | ------------- | --------------- | ---------------- | ---------- |
| Température minimale moyenne (°C)     | 1,5            | 1,4             | 3,1           | 4,5           | 7,5           | 10,3            | 12,3           | 12,4           | 10            | 7,7           | 4,4             | 2                | 6,4        |
| Température moyenne (°C)              | 4,1            | 4,6             | 7,3           | 9,8           | 13,1          | 16,2            | 18,7           | 18,5           | 15,4          | 11,7          | 7,4             | 4,6              | 11         |
| Température maximale moyenne (°C)     | 6,7            | 7,8             | 11,6          | 15,2          | 18,6          | 22,1            | 25,1           | 24,7           | 20,8          | 15,7          | 10,4            | 7,1              | 15,5       |
| Record de froid (°C) date du record   | −14,8 09.01.09 | −14,6 07.02.12  | −9,6 01.03.05 | −6 06.04.21   | −1,8 06.05.19 | −0,7 05.06.1991 | 2,6 04.07.1990 | 2,7 28.08.1998 | 0,1 30.09.18  | −4,1 28.10.03 | −8,6 24.11.1998 | −11,1 29.12.1996 | −14,8 2009 |
| Record de chaleur (°C) date du record | 15,6 27.01.03  | 19,4 24.02.1990 | 24,7 31.03.21 | 27,2 29.04.10 | 31 27.05.05   | 37,6 27.06.11   | 41,8 25.07.19  | 39,8 12.08.03  | 34,8 09.09.23 | 28,6 01.10.11 | 21,2 01.11.14   | 16,6 07.12.00    | 41,8 2019  |
| Précipitations (mm)                   | 60,5           | 49,8            | 50,7          | 49,3          | 59,1          | 54,1            | 61             | 56,4           | 47,9          | 63,1          | 64,4            | 79,4             | 695,7      |

## Urbanisme

### Typologie
Au 1er janvier 2024, Boutencourt est catégorisée commune rurale à habitat dispersé, selon la nouvelle grille communale de densité à sept niveaux définie par l'Insee en 2022.
Elle est située hors unité urbaine. Par ailleurs la commune fait partie de l'aire d'attraction de Paris, dont elle est une commune de la couronne,. 

### Occupation des sols
L'occupation des sols de la commune, telle qu'elle ressort de la base de données européenne d'occupation biophysique des sols Corine Land Cover (CLC), est marquée par l'importance des territoires agricoles (87,3 % en 2018), une proportion sensiblement équivalente à celle de 1990 (87,4 %). La répartition détaillée en 2018 est la suivante : 
terres arables (83,1 %), forêts (6,8 %), zones urbanisées (5,8 %), prairies (4,2 %). L'évolution de l'occupation des sols de la commune et de ses infrastructures peut être observée sur les différentes représentations cartographiques du territoire : la carte de Cassini (XVIIIe siècle), la carte d'état-major (1820-1866) et les cartes ou photos aériennes de l'IGN pour la période actuelle (1950 à aujourd'hui).

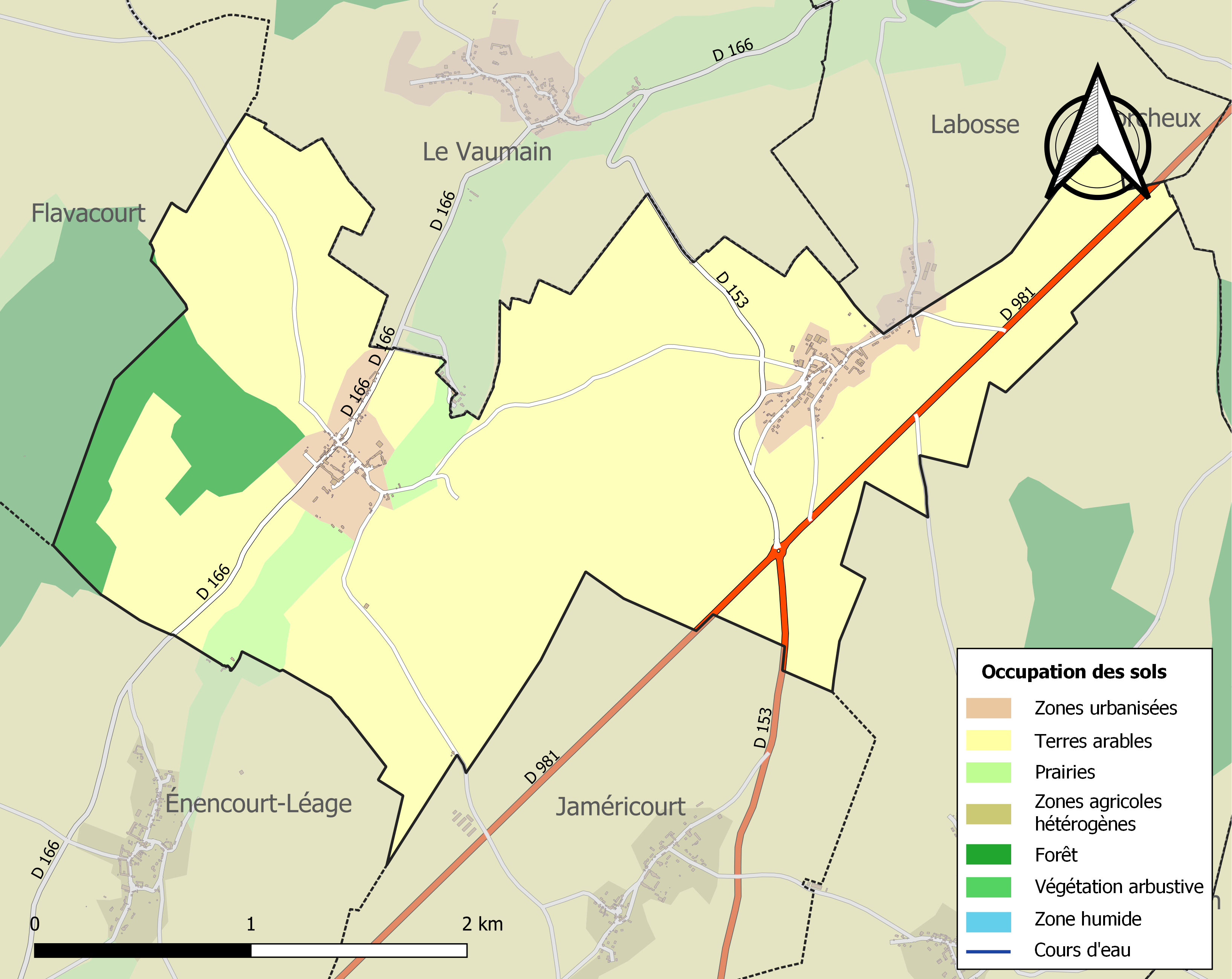
Carte des infrastructures et de l'occupation des sols de la commune en 2018 (CLC).

### Habitat et logement
En 2018, le nombre total de logements dans la commune était de 109, alors qu'il était de 114 en 2013 et de 113 en 2008.
Parmi ces logements, 79 % étaient des résidences principales, 14,6 % des résidences secondaires et 6,4 % des logements vacants. Ces logements étaient pour 98,3 % d'entre eux des maisons individuelles et pour 0,9 % des appartements.
Le tableau ci-dessous présente la typologie des logements à Boutencourt en 2018 en comparaison avec celle de l'Oise et de la France entière. Une caractéristique marquante du parc de logements est ainsi une proportion de résidences secondaires et logements occasionnels (14,6 %) supérieure à celle du département (2,5 %) et à celle de la France entière (9,7 %). Concernant le statut d'occupation de ces logements, 88 % des habitants de la commune sont propriétaires de leur logement (83,3 % en 2013), contre 61,4 % pour l'Oise et 57,5 pour la France entière.
| Typologie                                               | Boutencourt | Oise | France entière |
| ------------------------------------------------------- | ----------- | ---- | -------------- |
| Résidences principales (en %)                           | 79          | 90,4 | 82,1           |
| Résidences secondaires et logements occasionnels (en %) | 14,6        | 2,5  | 9,7            |
| Logements vacants (en %)                                | 6,4         | 7,1  | 8,2            |

### Voies de communication et transports
La commune est desservie, en 2023, par les lignes 6105, 6136, 6145 et 6146 du réseau interurbain de l'Oise.

## Toponymie
Le nom de la localité est attesté sous les formes Butincurt (1069) ; Botonis curtis (1089) ; Bouthencurt (vers 1090) ; Butincurtis (1163) ; inter Butincurtem (1163) ; Boutacourt (1190) ; Botencourt (XIIe) ; Boutencort (1221) ; Butencuria (1224) ; Boutencourt (1230) ; Boutencuria (1242) ; Boutencurtis (1268) ; Botencort (XIIIe) ; ecclesia sancti Quintini de botencort (XIIIe) ; Botencuria (1337) ; Boutancourt (vers 1550)

## Histoire

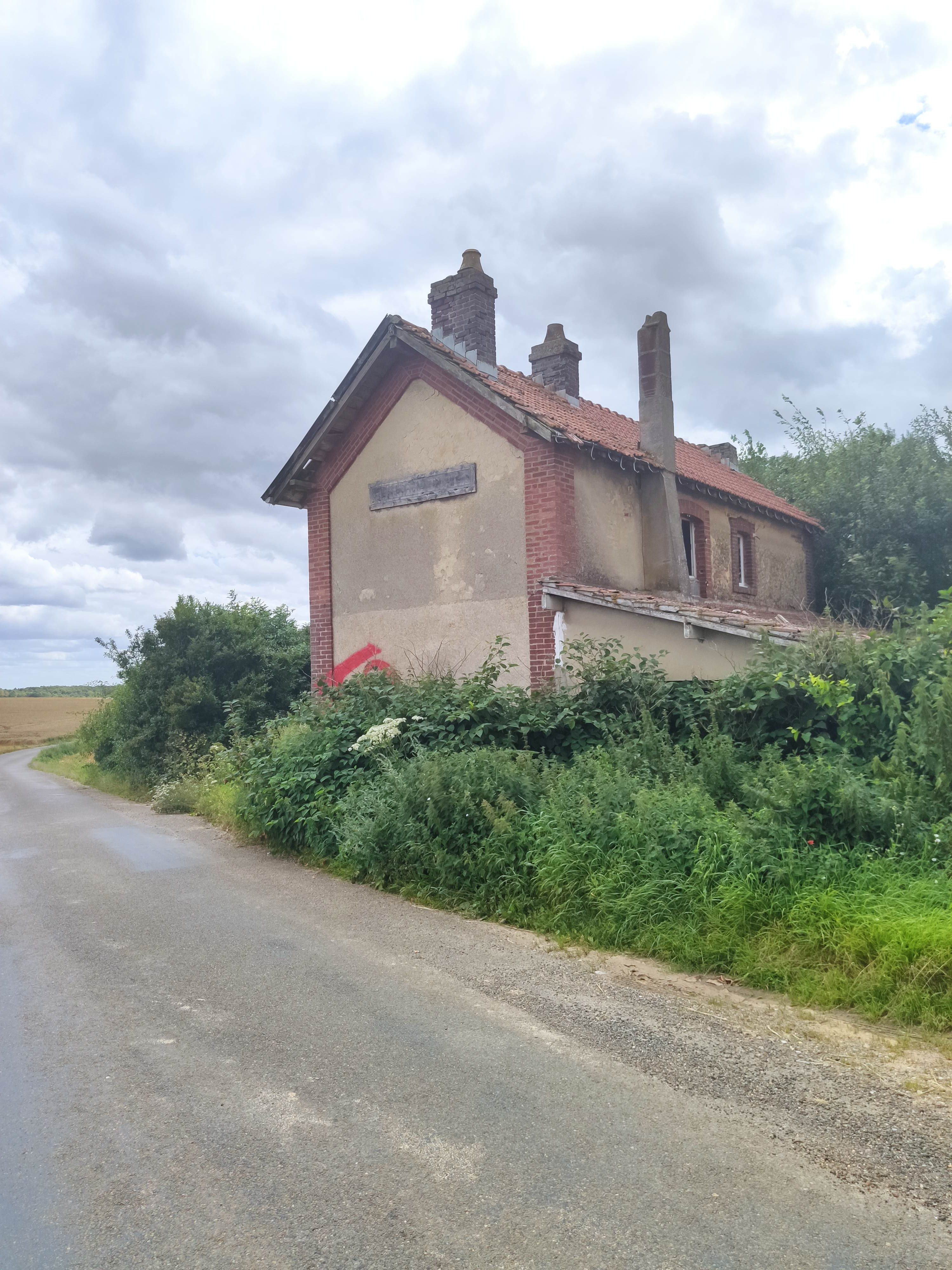
La station de Boutencourt, abandonnée.

Des vases et des ustensiles d'argent datant de l'époque gallo-romaine  ont été découverts vers 1806, ainsi que, en 1910, des sarcophages médiévaux.
La commune est desservie par la halte de Boutencourt sur la ligne de Beauvais à Gisors-Embranchement de 1875 jusqu'aux années suivant la Seconde Guerre mondiale, favorisant le déplacement des personnes et le transport des marchandises, qui débite vers 1897.

## Politique et administration

### Rattachements administratifs et électoraux

#### Rattachements administratifs
La commune se trouve  dans l'arrondissement de Beauvais du département de l'Oise.
Elle faisait partie depuis 1802 du canton de Chaumont-en-Vexin. Dans le cadre du redécoupage cantonal de 2014 en France, cette circonscription administrative territoriale a disparu, et le canton n'est plus qu'une circonscription électorale.

#### Rattachements électoraux
Pour les élections départementales, la commune fait partie depuis 2014 d'un  canton de Chaumont-en-Vexin
Pour l'élection des députés, elle fait partie de la deuxième circonscription de l'Oise.

### Intercommunalité
Boutencourt est membre de la communauté de communes du Vexin-Thelle, un établissement public de coopération intercommunale (EPCI) à fiscalité propre créé en 2000 et auquel la commune a transféré un certain nombre de ses compétences, dans les conditions déterminées par le code général des collectivités territoriales.

### Liste des maires
| Période                                  | Période                       | Identité          | Étiquette | Qualité                                              |
| ---------------------------------------- | ----------------------------- | ----------------- | --------- | ---------------------------------------------------- |
| Les données manquantes sont à compléter. |                               |                   |           |                                                      |
|                                          | 1810                          | Nicolas Wattebled |           | Mort en fonction                                     |
| avant 1864                               |                               | M. Dumont         |           |                                                      |
| avant 1927                               |                               | Charles Galmel    |           | Agriculteur                                          |
|                                          | juillet 1939                  | M. Hérisset       |           | Démissionnaire                                       |
| juillet 1939                             |                               | M. Galmet         |           |                                                      |
| avant 1962                               |                               | René Simon        |           |                                                      |
| Les données manquantes sont à compléter. |                               |                   |           |                                                      |
| avant 1995                               | mars 2008                     | Claude Riché      | DVD       |                                                      |
| mars 2008                                | En cours (au 2 décembre 2020) | Joseph Lefever    |           | agriculteur retraité Réélu pour le mandat 2020-2026, |

## Démographie

### Évolution démographique
L'évolution du nombre d'habitants est connue à travers les recensements de la population effectués dans la commune depuis 1793. Pour les communes de moins de 10 000 habitants, une enquête de recensement portant sur toute la population est réalisée tous les cinq ans, les populations de référence des années intermédiaires étant quant à elles estimées par interpolation ou extrapolation. Pour la commune, le premier recensement exhaustif entrant dans le cadre du nouveau dispositif a été réalisé en 2006.

En 2022, la commune comptait 215 habitants, en évolution de −5,29 % par rapport à 2016 (Oise : +0,87 %, France hors Mayotte : +2,11 %).
| 1793 | 1800 | 1806 | 1821 | 1831 | 1836 | 1841 | 1846 | 1851 |
| ---- | ---- | ---- | ---- | ---- | ---- | ---- | ---- | ---- |
| 309  | 314  | 336  | 333  | 317  | 317  | 311  | 311  | 313  |

| 1856 | 1861 | 1866 | 1872 | 1876 | 1881 | 1886 | 1891 | 1896 |
| ---- | ---- | ---- | ---- | ---- | ---- | ---- | ---- | ---- |
| 301  | 294  | 285  | 243  | 269  | 252  | 243  | 246  | 249  |

| 1901 | 1906 | 1911 | 1921 | 1926 | 1931 | 1936 | 1946 | 1954 |
| ---- | ---- | ---- | ---- | ---- | ---- | ---- | ---- | ---- |
| 245  | 212  | 208  | 203  | 195  | 175  | 198  | 190  | 199  |

| 1962 | 1968 | 1975 | 1982 | 1990 | 1999 | 2006 | 2011 | 2016 |
| ---- | ---- | ---- | ---- | ---- | ---- | ---- | ---- | ---- |
| 160  | 176  | 144  | 141  | 173  | 204  | 246  | 243  | 227  |

| 2021 | 2022 | - | - | - | - | - | - | - |
| ---- | ---- | - | - | - | - | - | - | - |
| 212  | 215  | - | - | - | - | - | - | - |

### Pyramide des âges
La population de la commune est relativement jeune.
En 2018, le taux de personnes d'un âge inférieur à 30 ans s'élève à 33,5 %, soit en dessous de la moyenne départementale (37,3 %). À l'inverse, le taux de personnes d'âge supérieur à 60 ans est de 17,7 % la même année, alors qu'il est de 22,8 % au niveau départemental.
En 2018, la commune comptait 106 hommes pour 107 femmes, soit un taux de 50,23 % de femmes, légèrement inférieur au taux départemental (51,11 %).
Les pyramides des âges de la commune et du département s'établissent comme suit.
| Hommes | Classe d’âge | Femmes |
| ------ | ------------ | ------ |
| 0,0    | 90 ou +      | 0,9    |
| 2,7    | 75-89 ans    | 4,4    |
| 15,9   | 60-74 ans    | 11,4   |
| 29,2   | 45-59 ans    | 35,1   |
| 16,8   | 30-44 ans    | 16,7   |
| 14,2   | 15-29 ans    | 14,0   |
| 21,2   | 0-14 ans     | 17,5   |

| Hommes | Classe d’âge | Femmes |
| ------ | ------------ | ------ |
| 0,5    | 90 ou +      | 1,4    |
| 5,5    | 75-89 ans    | 7,6    |
| 15,6   | 60-74 ans    | 16,3   |
| 20,8   | 45-59 ans    | 20     |
| 19,4   | 30-44 ans    | 19,4   |
| 17,6   | 15-29 ans    | 16,2   |
| 20,6   | 0-14 ans     | 19,1   |

## Héraldique
| Armes de Boutencourt | Les armes de Boutencourt se blasonnent ainsi : D'azur à la croix d'argent engrelée à la bordure de même. |

## Lieux et monuments

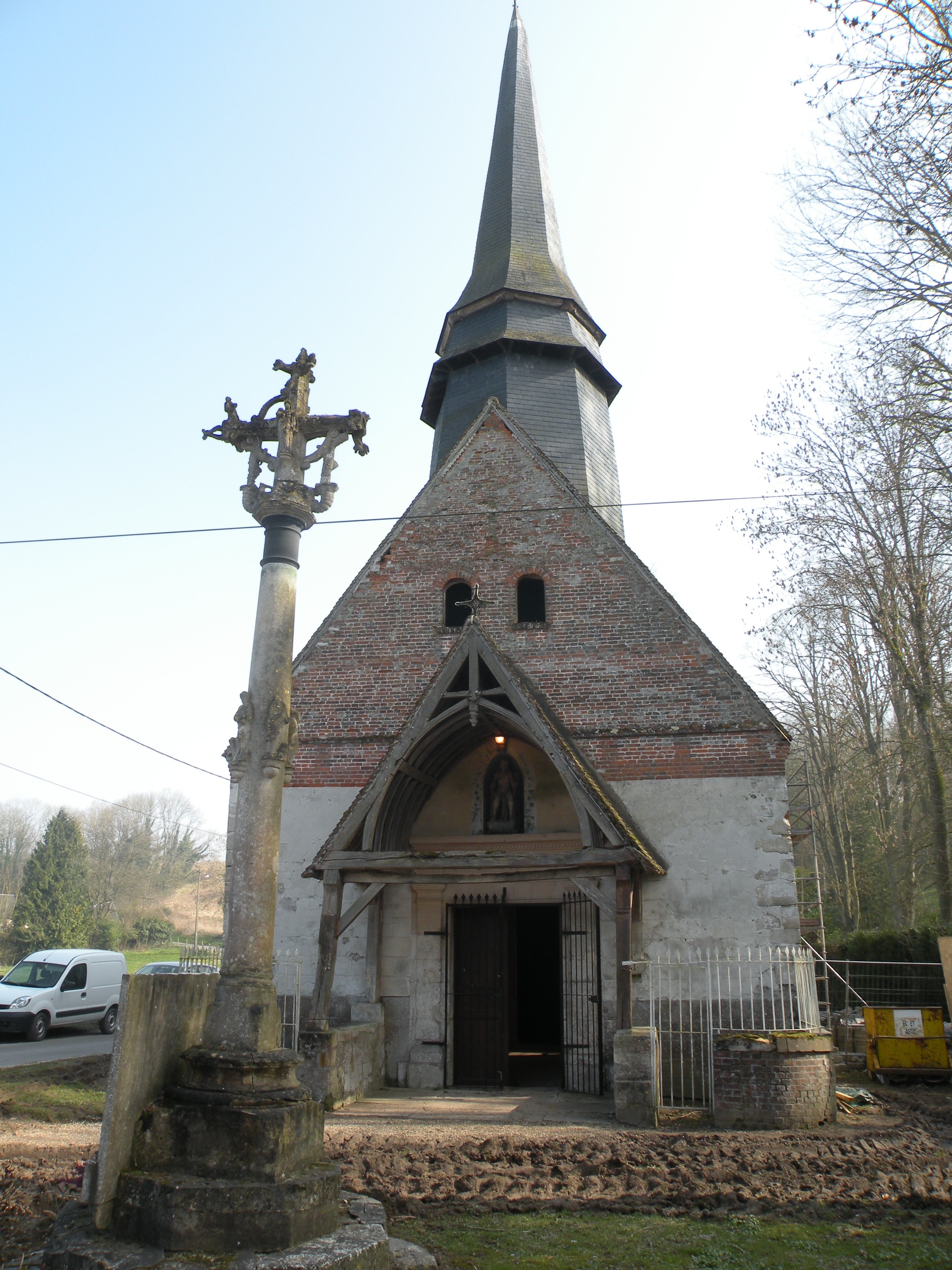
L'église et le calvaire.

- Croix de cimetière de Boutencourt, classée monument historique.
- L'église Saint-Quentin.
- Château de Boutencourt

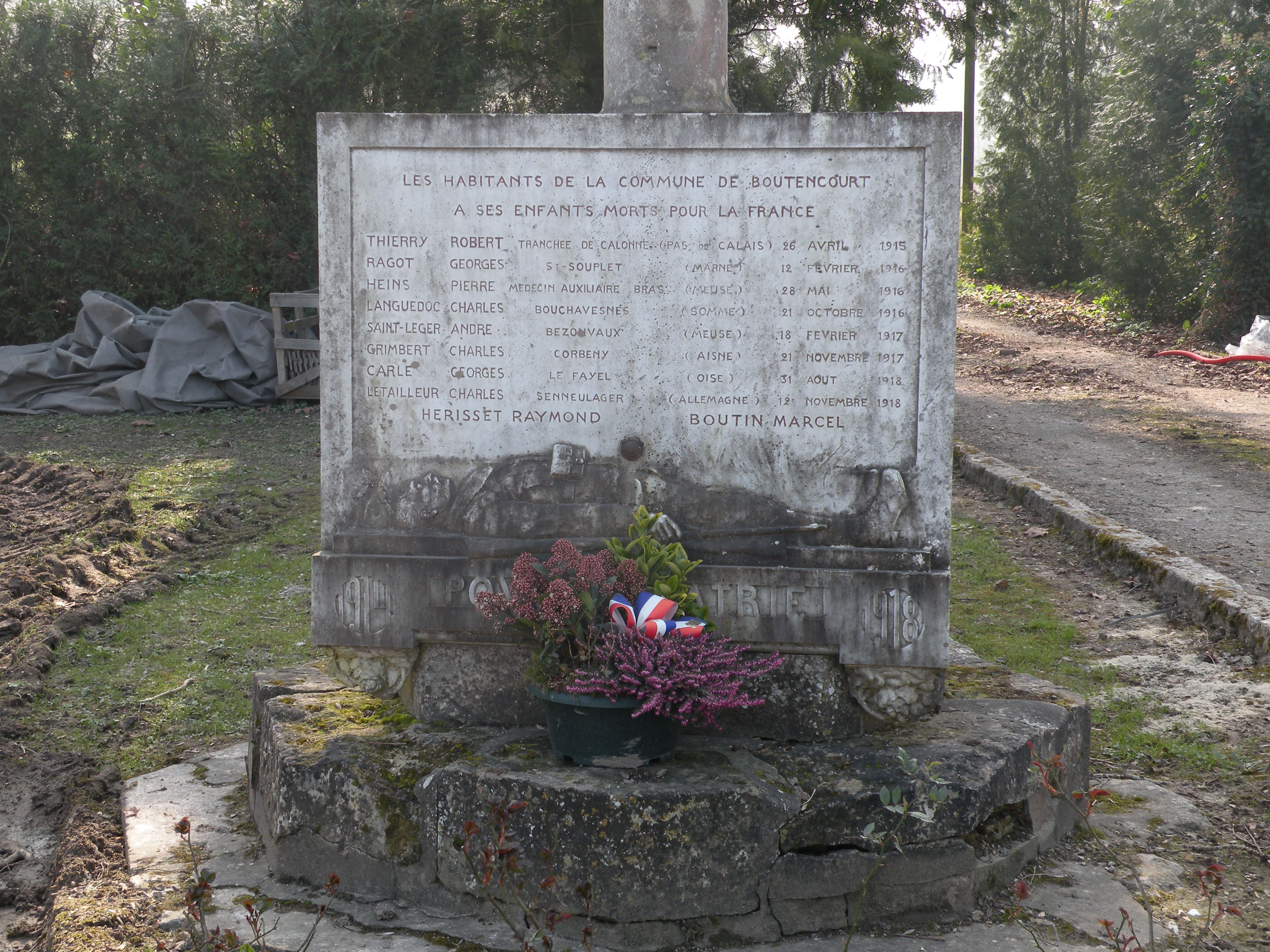
Monument aux morts, sur la base de la Croix de cimetière
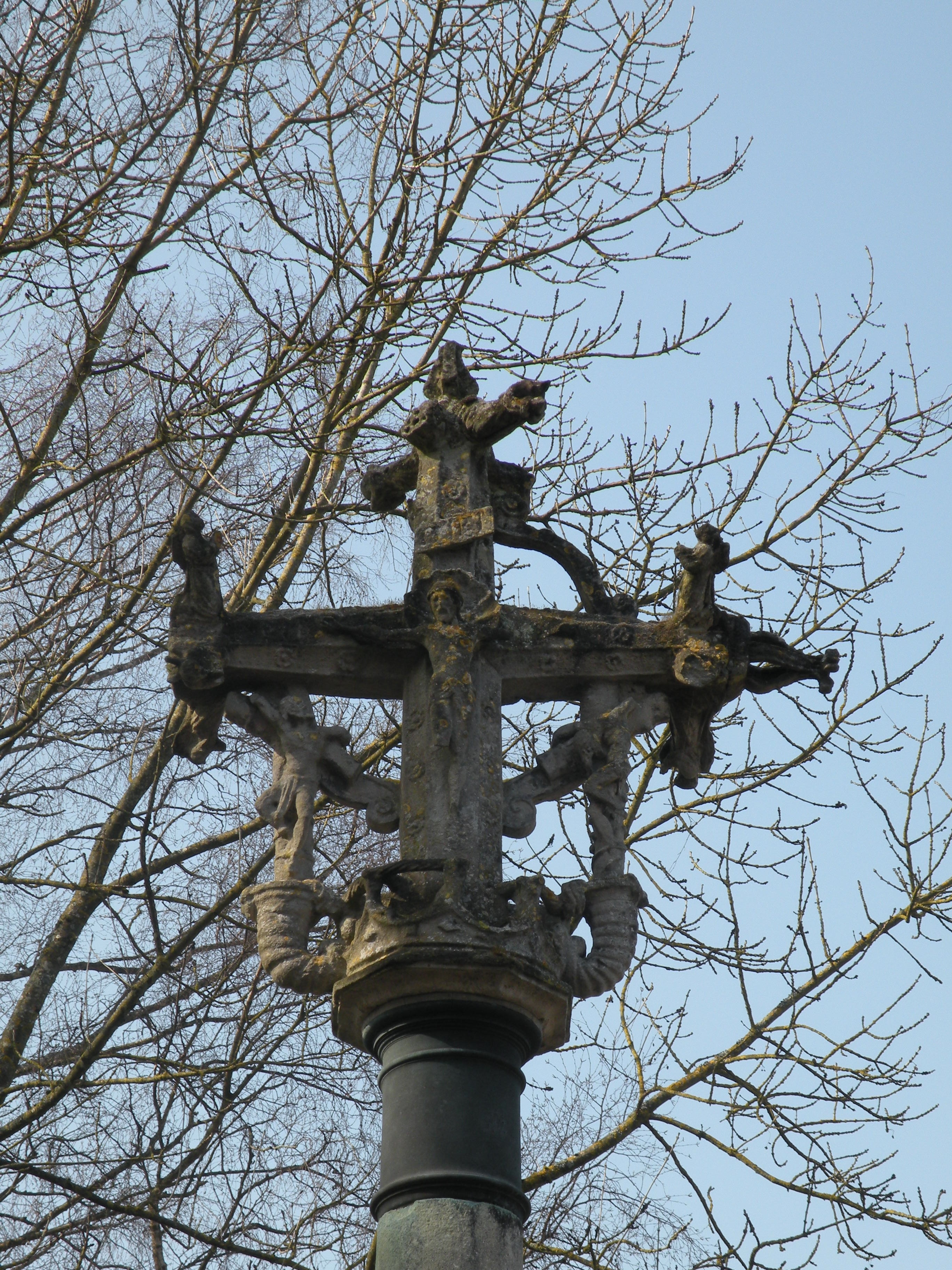
Détail de la Croix de cimetière
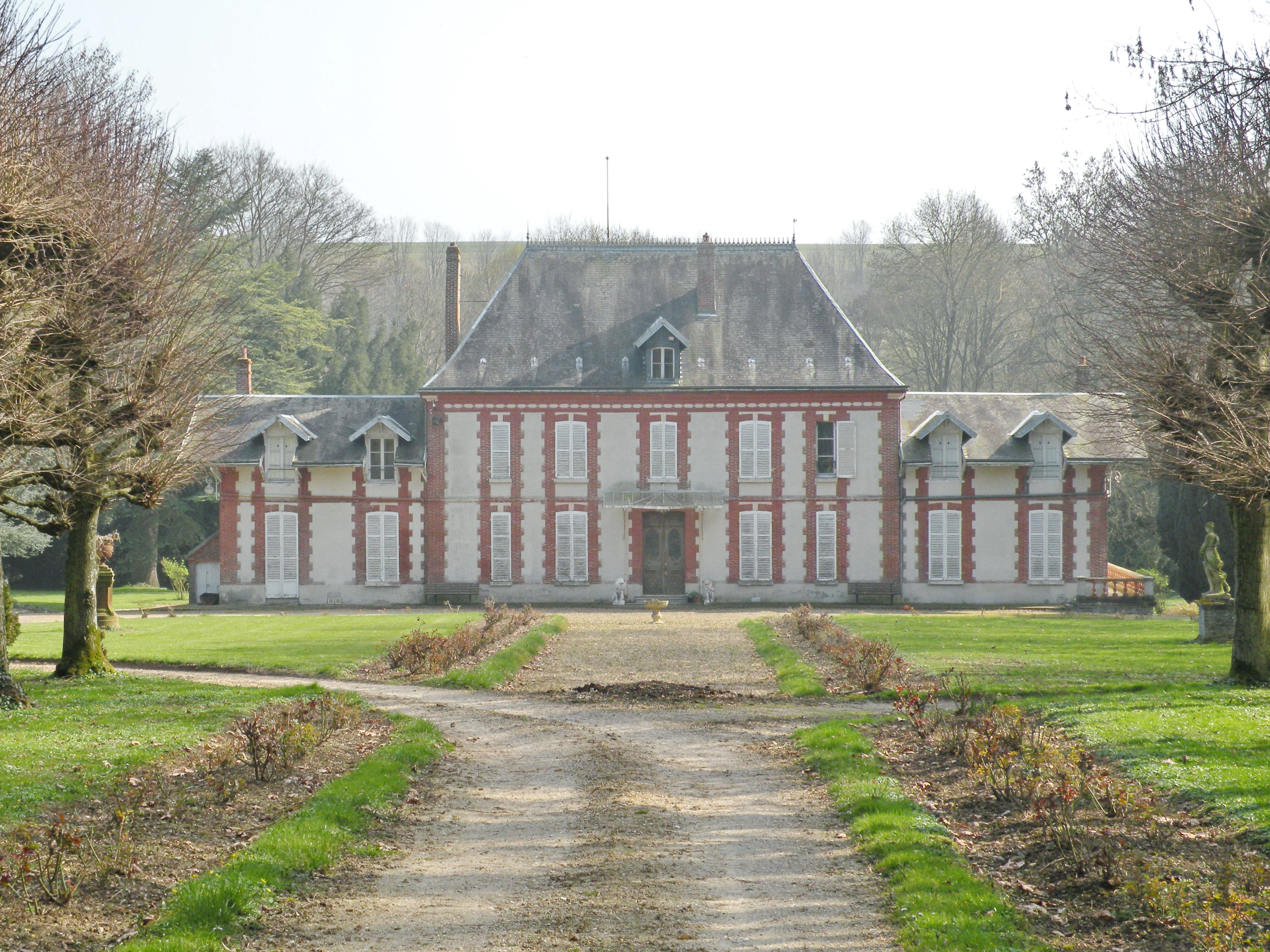
Le château
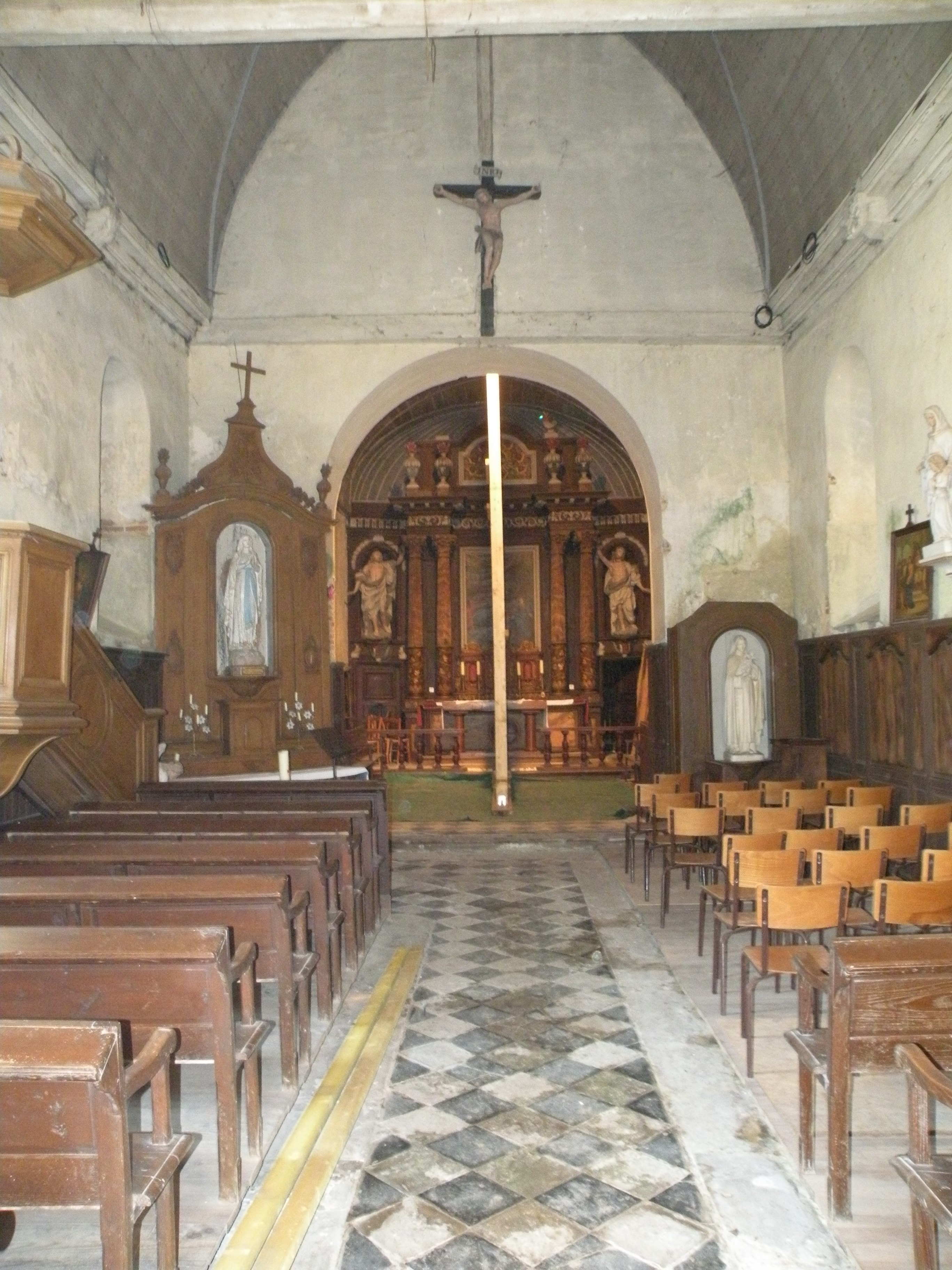
La nef de l'église
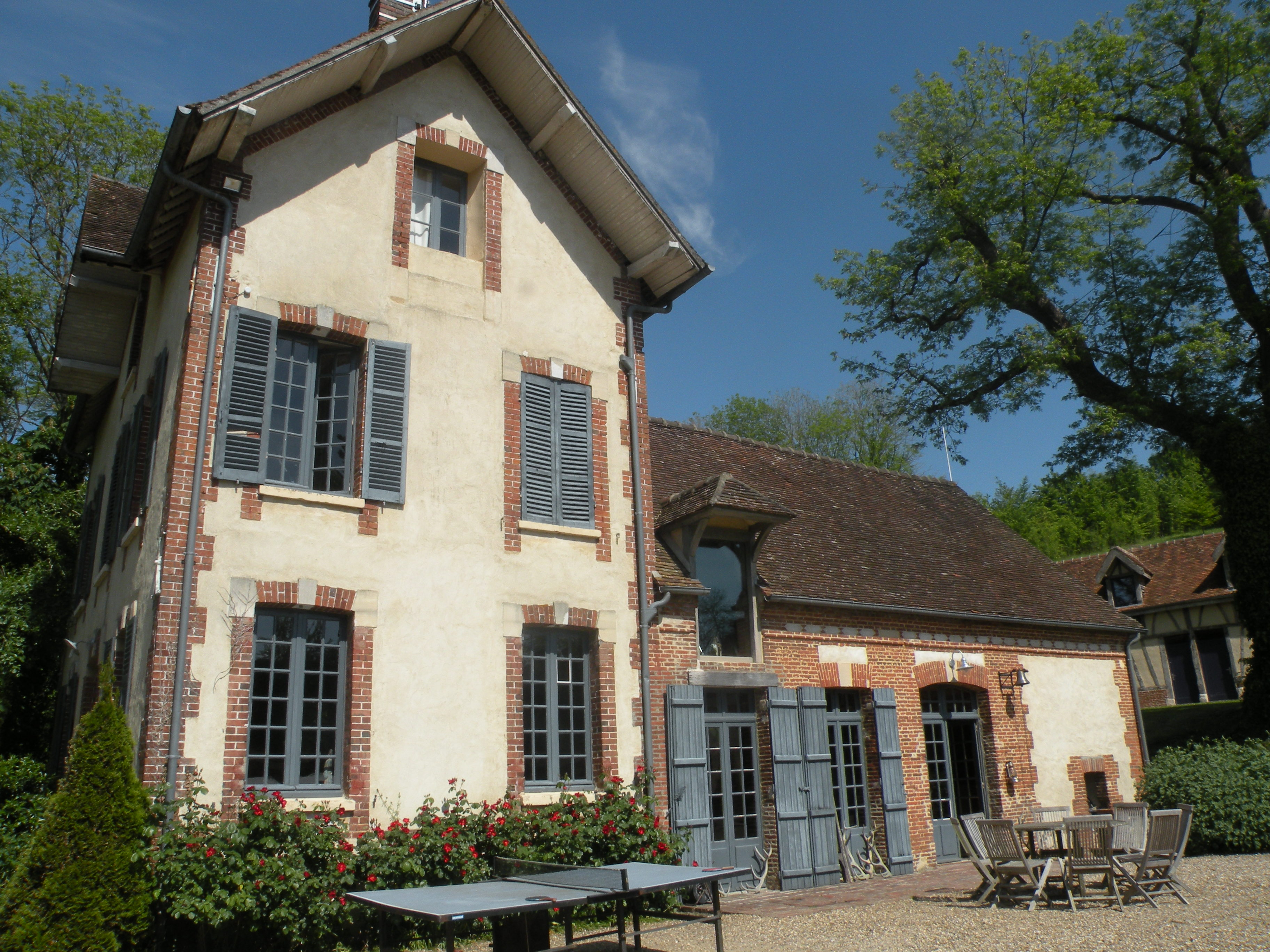
Le moulin de la Forge